# G. Ch. Aalders

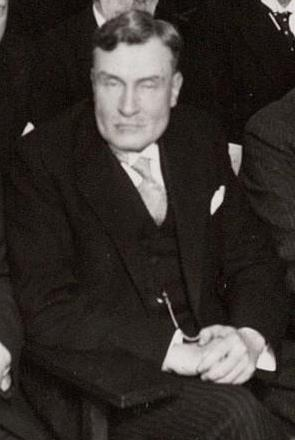
G. Ch. Aalders năm 1931.

Gerhard Charles Aalders (25 tháng 3 năm 1880 - 30 tháng 1 năm 1961), thường viết là G. Ch. Aalders, là một học giả Cựu Ước người Hà Lan. Ông sinh ra ở London với mẹ là người Anh và cha là người Hà Lan. Ông học từ năm 1897 đến năm 1903 tại Đại học Tự do Amsterdam. Ông từng là bộ trưởng của các Giáo hội Cải cách ở Hà Lan từ năm 1903 đến năm 1920, và là Giáo sư về Cựu ước tại Đại học Tự do Amsterdam từ năm 1920 đến năm 1950.
Aalders được biết đến nhiều nhất với các cuốn sách A Short Introduction to the Pentateuch (mà I. Howard Marshall nói đã giúp ông tiếp tục trong thời sinh viên) và Problem of the Book of Jonah. Ông là biên tập viên của loạt bài "Commentaar op het Oude Testament" và viết bài bình luận "Het Hooglied". Ông đóng vai trò quan trọng trong việc tạo ra bản dịch Kinh thánh tiếng Hà Lan của Hiệp hội Kinh thánh Hà Lan.
Nhà sử học George Harink gợi ý rằng, cùng với Seakle Greijdanus, FW Grosheide và Jan Ridderbos, Aalders "dẫn đầu trong việc sản xuất chú giải theo thuyết Tân Calvin."  Theo nhà sử học khoa học Abraham Flipse, Aalders đã giới thiệu chủ nghĩa sáng tạo Trái đất trẻ kiểu Mỹ vào Hà Lan vào những năm 1930.